# 순천 장씨
순천 장씨(順天 張氏)는 전라남도 순천시를 본관으로 하는 한국의 성씨이다. 시조 장천노(張天老)는 안동 장씨의 시조 장정필의 후손으로 고려에서 문과에 급제해 중서시랑 등을 지내며 순천군에 봉해졌다.

## 참고 자료
- “순천장씨(順天張氏)”. 뿌리를 찾아서.[깨진 링크(과거 내용 찾기)]